# L'Ours et l'enfant

L'Ours et l'enfant (Gentle Ben) est un téléfilm américain réalisé par David S. Cass Sr. et diffusé le 25 mars 2002.

## Synopsis
Un jeune garçon en vacances chez oncle va créer une amitié avec un ours des montagnes...

## Fiche technique
- Titre original : Gentle Ben
- Réalisation : David S. Cass Sr.
- Scénario : Walt Morey, Jim Makichuk
- Durée : 110 minutes
- Pays :  États-Unis

## Distribution
- Dean Cain : Jack Wedloe
- Reiley McClendon : Mark Wedloe
- Corbin Bernsen : Fog Benson
- Cody Weiant : Ashley Benson
- William Katt : Gittis Malone
- Martin Kove : Cully
- Ashley Laurence : Dakota
- Gil Birmingham : Pete
- Stephen Bridgewater : Norwood Malone
- David Atkinson : Ranch Hand
- J. Karen Thomas : Ms. Washborough
- Bonkers : Ben